# Йосіф Міладінов
Йосіф Міладінов (23 червня 2003) — болгарський плавець.
Учасник Олімпійських Ігор 2020 року.
Призер Чемпіонату Європи з водних видів спорту 2020 року.
Призер Чемпіонату світу з плавання серед юніорів 2019 року.